# A Pale Tour Named Death
A Pale Tour Named Death foi uma turnê da banda sueca de rock Ghost em apoio ao seu quarto álbum de estúdio, Prequelle. Antes do anúncio da turnê, dois shows em arenas em Los Angeles, Califórnia, e Nova York foram anunciados. A turnê oficial foi anunciada em 11 de junho de 2018. Começou em 9 de setembro de 2018 no Royal Albert Hall em Londres, Inglaterra, e terminou em 3 de março de 2020 no Palacio de los Deportes na Cidade do México, México; o último show foi apelidado de A Final Gig Named Death.

## Antecedentes
A turnê contou com a participação do vocalista Tobias Forge atuando sob a persona de "Cardinal Copia". Antes do personagem Copia, o Ghost era liderado por uma sucessão de personagens semelhantes a papas - Papa Emeritus I, Papa Emeritus II e Papa Emeritus III - todos interpretados por Forge. Para o álbum Prequelle, Forge assumiu a persona de Copia, que é retratado como um cardeal, mais baixo que as personas anteriores. Em A Final Gig Named Death, Copia foi promovido a "Papa Emeritus IV". Como nas turnês anteriores, Forge foi acompanhado por uma banda de músicos mascarados conhecidos como "Nameless Ghouls".
A Pale Tour Named Death englobou várias etapas, com shows na América do Norte, Europa, Austrália e Japão. Após a apresentação de 9 de setembro em Londres, o próximo show aconteceu em 25 de outubro de 2018 no Verizon Theatre em Grand Prairie, Texas; após o show de 25 de agosto de 2019 no local de exposições Maimarktgelände em Mannheim, Alemanha, foi anunciado que a turnê seria estendida até o outono, anunciada como The Ultimate Tour Named Death. Esta extensão teve início em 13 de setembro de 2019 no Rabobank Arena de Bakersfield, Califórnia, e terminou com A Final Gig Named Death.

## Listas de músicas

### Setlist da The Ultimate Tour Named Death
A setlist a seguir foi retirada da apresentação de 13 de setembro de 2019 no Rabobank Arena em Bakersfield, Califórnia, e pode não ser representativo de todos os shows da turnê.
Ato 1
1. "Ashes"
2. "Rats"
3. "Absolution"
4. "Idolatrine"
5. "Ritual"
6. "Con Clavi Con Dio"
7. "Per Aspera ad Inferi"
8. "Devil Church"
9. "Cirice"
10. "Miasma"
11. "Jigolo Har Meggido" (acústico)
12. "Pro Memoria"
13. "Witch Image"
14. "Life Eternal"

Ato 2
1. "Spirit"
2. "From the Pinnacle to the Pit"
3. "Majesty"
4. "Satan Prayer"
5. "Faith"
6. "Year Zero"
7. "Spöksonat" (pré-gravada)
8. "He Is"
9. "Mummy Dust"
10. "If You Have Ghosts" (cover de Roky Erickson)
11. "Dance Macabre"
12. "Square Hammer"
13. "Monstrance Clock"

Para o primeiro show em Londres foram apresentados "Deus in Absentia", "Stand By Him" e "Prime Mover". "Idolatrine" foi retirada da setlist da etapa europeia.

### Setlist de A Pale Tour Named Death
A setlist a seguir foi retirada da apresentação de 26 de outubro de 2018 no Cox Business Center em Tulsa, Oklahoma, e pode não ser representativa de todos os shows da turnê.
1. "Ashes"
2. "Rats"
3. "Absolution"
4. "Faith"
5. "Mary on a Cross"
6. "Devil Church"
7. "Cirice" (Última performance musical de Cardinal Copia)
8. "Miasma" (Última aparição de Papa Nihil; Papa Nihil desaba após solo de saxofone)
9. "Con Clavi Con Dio" (estreia ao vivo de Papa Emeritus IV)
10. "From the Pinnacle to the Pit"
11. "Ritual"
12. "Satan Prayer"
13. "Year Zero"
14. "Spöksonat" (pré-gravada)
15. "He Is"
16. "Mummy Dust"
17. "Kiss the Go-Goat"
18. "Dance Macabre"
19. "Square Hammer"

Bis
1. "Square Hammer"

### Setlist de A Final Gig Named Death
A setlist a seguir foi retirada da apresentação de 3 de março de 2020 no Palacio de los Deportes na Cidade do México, México.
1. "Ashes"
2. "Rats"
3. "Absolution"
4. "Faith"
5. "Mary on a Cross"
6. "Devil Church"
7. "Cirice"
8. "Miasma"
9. "Ghuleh/Zombie Queen"
10. "Helvetesfönster"
11. "Spirit"
12. "From the Pinnacle to the Pit"
13. "Ritual"
14. "Satan Prayer"
15. "Year Zero"
16. "Spöksonat" (pré-gravada)
17. "He Is"
18. "Mummy Dust"
19. "Kiss the Go-Goat"
20. "Dance Macabre"

## Datas da turnê
| Data                    | Cidade           | País           | Local                                     | Apresentação(ões) de apoio     |
| ----------------------- | ---------------- | -------------- | ----------------------------------------- | ------------------------------ |
| Aquecimento             |                  |                |                                           |                                |
| 9 de setembro de 2018   | Londres          | Inglaterra     | Royal Albert Hall                         | —                              |
| América do Norte        |                  |                |                                           |                                |
| 25 de outubro de 2018   | Grand Prairie    | Estados Unidos | Verizon Theatre                           | —                              |
| 26 de outubro de 2018   | Tulsa            | Estados Unidos | Cox Business Center                       | —                              |
| 27 de outubro de 2018   | Kansas City      | Estados Unidos | Arvest Bank Theatre                       | —                              |
| 29 de outubro de 2018   | Louisville       | Estados Unidos | Palace Theatre                            | —                              |
| 30 de outubro de 2018   | Indianápolis     | Estados Unidos | Murat Theatre                             | —                              |
| 31 de outubro de 2018   | Milwaukee        | Estados Unidos | Riverside Theater                         | —                              |
| 1 de novembro de 2018   | Chicago          | Estados Unidos | Aragon Ballroom                           | —                              |
| 2 de novembro de 2018   | Peoria           | Estados Unidos | Peoria Civic Center                       | —                              |
| 3 de novembro de 2018   | Madison          | Estados Unidos | The Sylvee                                | —                              |
| 4 de novembro de 2018   | Ames             | Estados Unidos | Stephens Auditorium                       | —                              |
| 6 de novembro de 2018   | Omaha            | Estados Unidos | Orpheum Theater                           | —                              |
| 8 de novembro de 2018   | Albuquerque      | Estados Unidos | Kiva Auditorium                           | —                              |
| 9 de novembro de 2018   | El Paso          | Estados Unidos | Abraham Chavez Theatre                    | —                              |
| 10 de novembro de 2018  | Phoenix          | Estados Unidos | Comerica Theatre                          | —                              |
| 12 de novembro de 2018  | San Diego        | Estados Unidos | Spreckels Theatre                         | —                              |
| 13 de novembro de 2018  | Sacramento       | Estados Unidos | Community Center Theatre                  | —                              |
| 15 de novembro de 2018  | San José         | Estados Unidos | City National Civic                       | —                              |
| 16 de novembro de 2018  | Inglewood        | Estados Unidos | The Forum                                 | —                              |
| 17 de novembro de 2018  | Las Vegas        | Estados Unidos | The Joint                                 | —                              |
| 19 de novembro de 2018  | Midland          | Estados Unidos | Wagner Noel Performing Arts Center        | —                              |
| 20 de novembro de 2018  | Austin           | Estados Unidos | Bass Concert Hall                         | —                              |
| 21 de novembro de 2018  | Nova Orleães     | Estados Unidos | Orpheum Theater                           | —                              |
| 23 de novembro de 2018  | Orlando          | Estados Unidos | Walt Disney Theater                       | —                              |
| 24 de novembro de 2018  | Miami Beach      | Estados Unidos | Jackie Gleason Theater                    | —                              |
| 25 de novembro de 2018  | Clearwater       | Estados Unidos | Ruth Eckerd Hall                          | —                              |
| 27 de novembro de 2018  | North Charleston | Estados Unidos | North Charleston Performing Arts Center   | —                              |
| 29 de novembro de 2018  | Mobile           | Estados Unidos | Saenger Theatre                           | —                              |
| 30 de novembro de 2018  | Atlanta          | Estados Unidos | Coca-Cola Roxy                            | —                              |
| 1 de dezembro de 2018   | Jacksonville     | Estados Unidos | Florida Theatre                           | —                              |
| 2 de dezembro de 2018   | Charlotte        | Estados Unidos | Ovens Auditorium                          | —                              |
| 4 de dezembro de 2018   | Richmond         | Estados Unidos | Dominion Energy Center                    | —                              |
| 5 de dezembro de 2018   | Wilkes-Barre     | Estados Unidos | F.M. Kirby Center for the Performing Arts | —                              |
| 7 de dezembro de 2018   | Laval            | Canadá         | Place Bell                                | —                              |
| 8 de dezembro de 2018   | Toronto          | Canadá         | Sony Centre for the Performing Arts       | —                              |
| 10 de dezembro de 2018  | Baltimore        | Estados Unidos | Hippodrome Theatre                        | —                              |
| 11 de dezembro de 2018  | Upper Darby      | Estados Unidos | Tower Theater                             | —                              |
| 13 de dezembro de 2018  | Albany           | Estados Unidos | Palace Theatre                            | —                              |
| 14 de dezembro de 2018  | Boston           | Estados Unidos | Wang Theatre                              | —                              |
| 15 de dezembro de 2018  | Brooklyn         | Estados Unidos | Barclays Center                           | —                              |
| Europa                  |                  |                |                                           |                                |
| 3 de fevereiro de 2019  | Lyon             | França         | Halle Tony Garnier                        | —                              |
| 5 de fevereiro de 2019  | Amesterdão       | Países Baixos  | AFAS Live                                 | —                              |
| 6 de fevereiro de 2019  | Antuérpia        | Bélgica        | Lotto Arena                               | —                              |
| 7 de fevereiro de 2019  | Paris            | França         | Zénith Paris                              | —                              |
| 14 de fevereiro de 2019 | Stuttgart        | Alemanha       | Hanns-Martin-Schleyer-Halle               | —                              |
| 15 de fevereiro de 2019 | Bochum           | Alemanha       | RuhrCongress Bochum                       | —                              |
| 17 de fevereiro de 2019 | Hanôver          | Alemanha       | Swiss Life Hall                           | —                              |
| 18 de fevereiro de 2019 | Hamburgo         | Alemanha       | Alsterdorfer Sporthalle                   | —                              |
| 20 de fevereiro de 2019 | Gotemburgo       | Suécia         | Scandinavium                              | —                              |
| 21 de fevereiro de 2019 | Oslo             | Noruega        | Oslo Spektrum                             | —                              |
| 23 de fevereiro de 2019 | Estocolmo        | Suécia         | Ericsson Globe                            | —                              |
| Austrália               |                  |                |                                           |                                |
| 6 de março de 2019      | Brisbane         | Austrália      | The Tivoli                                | —                              |
| 9 de março de 2019      | Sydney           | Austrália      | Parramatta Park                           | Vários                         |
| 11 de março de 2019     | Melbourne        | Austrália      | Flemington Racecourse                     | Vários                         |
| Ásia                    |                  |                |                                           |                                |
| 21 de março de 2019     | Chiba            | Japão          | Makuhari Messe                            | Vários                         |
| Europa                  |                  |                |                                           |                                |
| 1 de maio de 2019       | Lisboa           | Portugal       | Estádio do Restelo                        | Banda de apoio para: Metallica |
| 3 de maio de 2019       | Madrid           | Espanha        | Valdebebas                                | Banda de apoio para: Metallica |
| 5 de maio de 2019       | Barcelona        | Espanha        | Estadi Olímpic Lluís Companys             | Banda de apoio para: Metallica |
| 8 de maio de 2019       | Milão            | Itália         | SNAI San Siro Hippodrome                  | Banda de apoio para: Metallica |
| 10 de maio de 2019      | Zurique          | Suíça          | Letzigrund                                | Banda de apoio para: Metallica |
| 12 de maio de 2019      | Paris            | França         | Stade de France                           | Banda de apoio para: Metallica |
| América do Norte        |                  |                |                                           |                                |
| 17 de maio de 2019      | Columbus         | Estados Unidos | Sonic Temple Art & Music Festival         | Vários                         |
| 18 de maio de 2019      | Bridgeview       | Estados Unidos | Chicago Open Air                          | Vários                         |
| Europa                  |                  |                |                                           |                                |
| 8 de junho de 2019      | Slane            | Irlanda        | Slane Castle                              | Banda de apoio para: Metallica |
| 11 de junho de 2019     | Amsterdão        | Países Baixos  | Johan Cruijff Arena                       | Banda de apoio para: Metallica |
| 13 de junho de 2019     | Colônia          | Alemanha       | RheinEnergieStadion                       | Banda de apoio para: Metallica |
| 16 de junho de 2019     | Bruxelas         | Bélgica        | Estádio Rei Balduíno                      | Banda de apoio para: Metallica |
| 18 de junho de 2019     | Manchester       | Inglaterra     | Etihad Stadium                            | Banda de apoio para: Metallica |
| 20 de junho de 2019     | Londres          | Inglaterra     | Estádio de Twickenham                     | Banda de apoio para: Metallica |
| 6 de julho de 2019      | Berlim           | Alemanha       | Olympiastadion                            | Banda de apoio para: Metallica |
| 9 de julho de 2019      | Gotemburgo       | Suécia         | Ullevi                                    | Banda de apoio para: Metallica |
| 11 de julho de 2019     | Copenhague       | Dinamarca      | Estádio Parken                            | Banda de apoio para: Metallica |
| 13 de julho de 2019     | Trondheim        | Noruega        | Granåsen                                  | Banda de apoio para: Metallica |
| 16 de julho de 2019     | Hämeenlinna      | Finlândia      | Kantolan Tapahtumapuisto                  | Banda de apoio para: Metallica |
| 18 de julho de 2019     | Tartu            | Estônia        | Raadi Airfield                            | Banda de apoio para: Metallica |
| 21 de julho de 2019     | Moscovo          | Rússia         | Estádio Lujniki                           | Banda de apoio para: Metallica |
| América do Norte        |                  |                |                                           |                                |
| 27 de julho de 2019     | Montreal         | Canadá         | Parc Jean-Drapeau                         | Vários                         |
| Europa                  |                  |                |                                           |                                |
| 14 de agosto de 2019    | Bucareste        | Romênia        | Arena Națională                           | Banda de apoio para: Metallica |
| 16 de agosto de 2019    | Viena            | Áustria        | Ernst-Happel-Stadion                      | Banda de apoio para: Metallica |
| 18 de agosto de 2019    | Praga            | Chéquia        | Letňany                                   | Banda de apoio para: Metallica |
| 21 de agosto de 2019    | Varsóvia         | Polônia        | PGE Narodowy                              | Banda de apoio para: Metallica |
| 23 de agosto de 2019    | Munique          | Alemanha       | Olympiastadion                            | Banda de apoio para: Metallica |
| 25 de agosto de 2019    | Mannheim         | Alemanha       | Maimarktgelände                           | Banda de apoio para: Metallica |

| Data                                   | Cidade           | País           | Local                             | Apresentação(ões) de apoio   |
| -------------------------------------- | ---------------- | -------------- | --------------------------------- | ---------------------------- |
| América do Norte                       |                  |                |                                   |                              |
| 13 de setembro de 2019                 | Bakersfield      | Estados Unidos | Rabobank Arena                    | Nothing More                 |
| 14 de setembro de 2019                 | Reno             | Estados Unidos | Reno Events Center                | Nothing More                 |
| 16 de setembro de 2019                 | Portland         | Estados Unidos | Theater of the Clouds             | Nothing More                 |
| 17 de setembro de 2019                 | Kennewick        | Estados Unidos | Toyota Center                     | Nothing More                 |
| 19 de setembro de 2019                 | Seattle          | Estados Unidos | Washington Music Theater          | Nothing More                 |
| 20 de setembro de 2019                 | Vancouver        | Canadá         | Pacific Coliseum                  | Nothing More                 |
| 21 de setembro de 2019                 | Penticton        | Canadá         | South Okanagan Events Centre      | Nothing More                 |
| 23 de setembro de 2019                 | Edmonton         | Canadá         | Rogers Place                      | Nothing More                 |
| 24 de setembro de 2019                 | Calgary          | Canadá         | Stampede Corral                   | Nothing More                 |
| 26 de setembro de 2019                 | Spokane          | Estados Unidos | Spokane Arena                     | Nothing More                 |
| 27 de setembro de 2019                 | Boise            | Estados Unidos | Taco Bell Arena                   | Nothing More                 |
| 28 de setembro de 2019                 | West Valley City | Estados Unidos | Maverik Center                    | Nothing More                 |
| 30 de setembro de 2019                 | Loveland         | Estados Unidos | Budweiser Events Center           | Nothing More                 |
| 1 de outubro de 2019                   | Colorado Springs | Estados Unidos | Broadmoor World Arena             | Nothing More                 |
| 3 de outubro de 2019                   | Sioux Falls      | Estados Unidos | Denny Sanford Premier Center      | Nothing More                 |
| 4 de outubro de 2019                   | Fargo            | Estados Unidos | Scheels Arena                     | Nothing More                 |
| 5 de outubro de 2019                   | Minneapolis      | Estados Unidos | Armory                            | Nothing More                 |
| 7 de outubro de 2019                   | Green Bay        | Estados Unidos | Resch Center                      | Nothing More                 |
| 8 de outubro de 2019                   | Moline           | Estados Unidos | TaxSlayer Center                  | Nothing More                 |
| 10 de outubro de 2019                  | Youngstown       | Estados Unidos | Covelli Centre                    | Nothing More                 |
| 11 de outubro de 2019                  | Huntington       | Estados Unidos | Big Sandy Superstore Arena        | Nothing More                 |
| 12 de outubro de 2019                  | Manchester       | Estados Unidos | Exit 111 Festival                 | Vários                       |
| 14 de outubro de 2019                  | Grand Rapids     | Estados Unidos | DeltaPlex Arena                   | Nothing More                 |
| 15 de outubro de 2019                  | Toledo           | Estados Unidos | Huntington Center                 | Nothing More                 |
| 17 de outubro de 2019                  | Hamilton         | Canadá         | FirstOntario Centre               | Nothing More                 |
| 18 de outubro de 2019                  | Ottawa           | Canadá         | Canadian Tire Centre              | Nothing More                 |
| 19 de outubro de 2019                  | Portland         | Estados Unidos | Cross Insurance Arena             | Nothing More                 |
| 21 de outubro de 2019                  | Worcester        | Estados Unidos | DCU Center                        | Nothing More                 |
| 22 de outubro de 2019                  | Syracuse         | Estados Unidos | Oncenter War Memorial Arena       | Nothing More                 |
| 24 de outubro de 2019                  | Hershey          | Estados Unidos | Giant Center                      | Nothing More                 |
| 25 de outubro de 2019                  | Trenton          | Estados Unidos | CURE Insurance Arena              | Nothing More                 |
| 26 de outubro de 2019                  | Glens Falls      | Estados Unidos | Cool Insuring Arena               | Nothing More                 |
| Europa (The Ultimate Tour Named Death) |                  |                |                                   |                              |
| 16 de novembro de 2019                 | Nottingham       | Inglaterra     | Motorpoint Arena                  | All Them Witches Tribulation |
| 17 de novembro de 2019                 | Cardiff          | País de Gales  | Motorpoint Arena                  | All Them Witches Tribulation |
| 18 de novembro de 2019                 | Glasgow          | Escócia        | SSE Hydro                         | All Them Witches Tribulation |
| 20 de novembro de 2019                 | Dublin           | Irlanda        | 3Arena                            | All Them Witches Tribulation |
| 22 de novembro de 2019                 | Londres          | Inglaterra     | SSE Arena                         | All Them Witches Tribulation |
| 23 de novembro de 2019                 | Leeds            | Inglaterra     | First Direct Arena                | All Them Witches Tribulation |
| 25 de novembro de 2019                 | Copenhaga        | Dinamarca      | Forum Copenhagen                  | All Them Witches Tribulation |
| 28 de novembro de 2019                 | Helsinki         | Finlândia      | Hartwall Arena                    | All Them Witches Tribulation |
| 30 de novembro de 2019                 | Katowice         | Polônia        | Spodek                            | All Them Witches Tribulation |
| 1 de dezembro de 2019                  | Praga            | Chéquia        | Universum                         | All Them Witches Tribulation |
| 3 de dezembro de 2019                  | Budapeste        | Hungria        | László Papp Budapest Sports Arena | All Them Witches Tribulation |
| 5 de dezembro de 2019                  | Mântua           | Itália         | Palabam                           | All Them Witches Tribulation |
| 8 de dezembro de 2019                  | Barcelona        | Espanha        | Palau Sant Jordi                  | All Them Witches Tribulation |
| 10 de dezembro de 2019                 | Lisboa           | Portugal       | Altice Arena                      | All Them Witches Tribulation |
| 11 de dezembro de 2019                 | Madrid           | Espanha        | WiZink Center                     | All Them Witches Tribulation |
| 13 de dezembro de 2019                 | Eckbolsheim      | França         | Zénith de Strasbourg              | All Them Witches Tribulation |
| 14 de dezembro de 2019                 | Zurique          | Suíça          | Hallenstadion                     | All Them Witches Tribulation |
| 15 de dezembro de 2019                 | Munique          | Alemanha       | Kulturhalle Zenith                | All Them Witches Tribulation |
| 17 de dezembro de 2019                 | Esch-sur-Alzette | Luxemburgo     | Rockhal                           | All Them Witches Tribulation |
| 18 de dezembro de 2019                 | Saint-Herblain   | França         | Zénith de Nantes Métropole        | All Them Witches Tribulation |
| 19 de dezembro de 2019                 | Toulouse         | França         | Zénith de Toulouse                | All Them Witches Tribulation |

| Data               | Cidade           | País   | Local                   | Apresentação(ões) de apoio |
| ------------------ | ---------------- | ------ | ----------------------- | -------------------------- |
| 3 de março de 2020 | Cidade do México | México | Palacio de los Deportes | —                          |

### Bilheteria
| Local                              | Cidade  | Atendência          | Receita  |
| ---------------------------------- | ------- | ------------------- | -------- |
| Bass Concert Hall                  | Austin  | 2,572 / 2,827 (90%) | $123,208 |
| Wagner Noel Performing Arts Center | Midland | 992 / 1,218 (81%)   | $45,767  |
| Place Bell                         | Laval   | 5,421 / 5,824 (93%) | $219,373 |